# Pseudopimelodidae
Pseudopimelodidae là một họ cá da trơn nhỏ. Một số là cá cảnh.

## Phân loại
Họ này trước đây là một phân họ của Pimelodidae. Pseudopimelodidae là một nhóm đơn ngành. Trước đây, siêu họ Pseudopimelodoidea là chi em của siêu họ Sisoroidea + Loricarioidea. Tuy nhiên, một số bằng chứng cho thấy họ này, cùng với Pimelodidae, Heptapteridae, và Conorhynchos, có thể hình thành một tập hợp đơn ngành, có mâu thuẫn với giả thuyết cho rằng họ Pimelodidae trong đó có những họ này là một nhóm đa ngành.

## Phân phối
Pseudopimelodidae bị hạn chế ở nước ngọt Nam Mỹ, từ sông Atrato tại Colombia đến Argentina ở Río de la Plata.